# Tetragnatha lena
Tetragnatha lena là một loài nhện trong họ Tetragnathidae.
Loài này thuộc chi Tetragnatha. Tetragnatha lena được miêu tả năm 2003 bởi Gillespie.